# Pleszowice
Pleszowice (ukr. Плешевичі) – wieś na Ukrainie, w rejonie jaworowskim (do 2020 roku w rejonie mościskim )obwodu lwowskiego.

## Historia
Wieś szlachecka Pleschowice, położona była w 1589 roku w ziemi przemyskiej województwa ruskiego.
W wydanej po raz pierwszy w 1786 r. książeczce pt. „Geografia albo dokładne opisanie królestw Galicyi i Lodomeryi” autorstwa hrabiego Ewarysta Andrzeja Kuropatnickiego czytamy, iż z niej się ...wielki dom Fredrów pisał, jako to Maxymilian Fredro, wprzód kasztelan lwowski, potym wojewoda podolski, wielu dzieł uczonych pisarz, biskup przemyski (...).
Dawniej wieś w powiecie przemyskim.
We wsi zachował się Fort I/3 - element kompleksu budowli obronnych z XIX-XX wieku Twierdzy Przemyśl z pobliskiego Przemyśla. Kompleks składa się z 57 fortów, z których sześć aktualnie znajdujących się na Ukrainie:
- Fort I/1 Łysiczka na zachód od Bykowa
- Fort I/2 Byków
- Fort I/3 Pleszowice
- Fort I/4 Maruszka Las na północ od Popowic
- Fort I/5 Popowice
- Fort I/6 Dziewięczyce na południowy zachód od fortu Maruszka Las[4]